# Sanchón de la Ribera
Sanchón de la Ribera es un municipio y localidad española de la provincia de Salamanca, en la comunidad autónoma de Castilla y León. Se integra dentro de la comarca de Vitigudino y la subcomarca de La Ramajería. Pertenece al partido judicial de Vitigudino. Su término municipal, formado por las localidades de Sanchón y Carrasco, tiene una población de 67 habitantes (INE 2024).

## Historia
La fundación de Sanchón de la Ribera se remonta a la Edad Media, obedeciendo a las repoblaciones efectuadas por los reyes leoneses entre los siglos X y XII, cuando quedó encuadrada dentro del Alfoz de Ledesma. Con la creación de las actuales provincias en 1833, Sanchón de la Ribera quedó integrado en la provincia de Salamanca, dentro de la región Leonesa, pasando a formar parte del partido judicial de Vitigudino en 1844.
Hacia mediados del siglo XIX, el lugar tenía contabilizada una población de 66 habitantes, tal y como señalaba en la descripción que de la localidad hacía Pascual Madoz en el decimotercer volumen de su Diccionario geográfico-estadístico-histórico de España y sus posesiones de Ultramar. No obstante, en dicha descripción aún no se incluía en el municipio a la localidad de Carrasco, que se integró en torno a 1850 en el mismo.

## Demografía

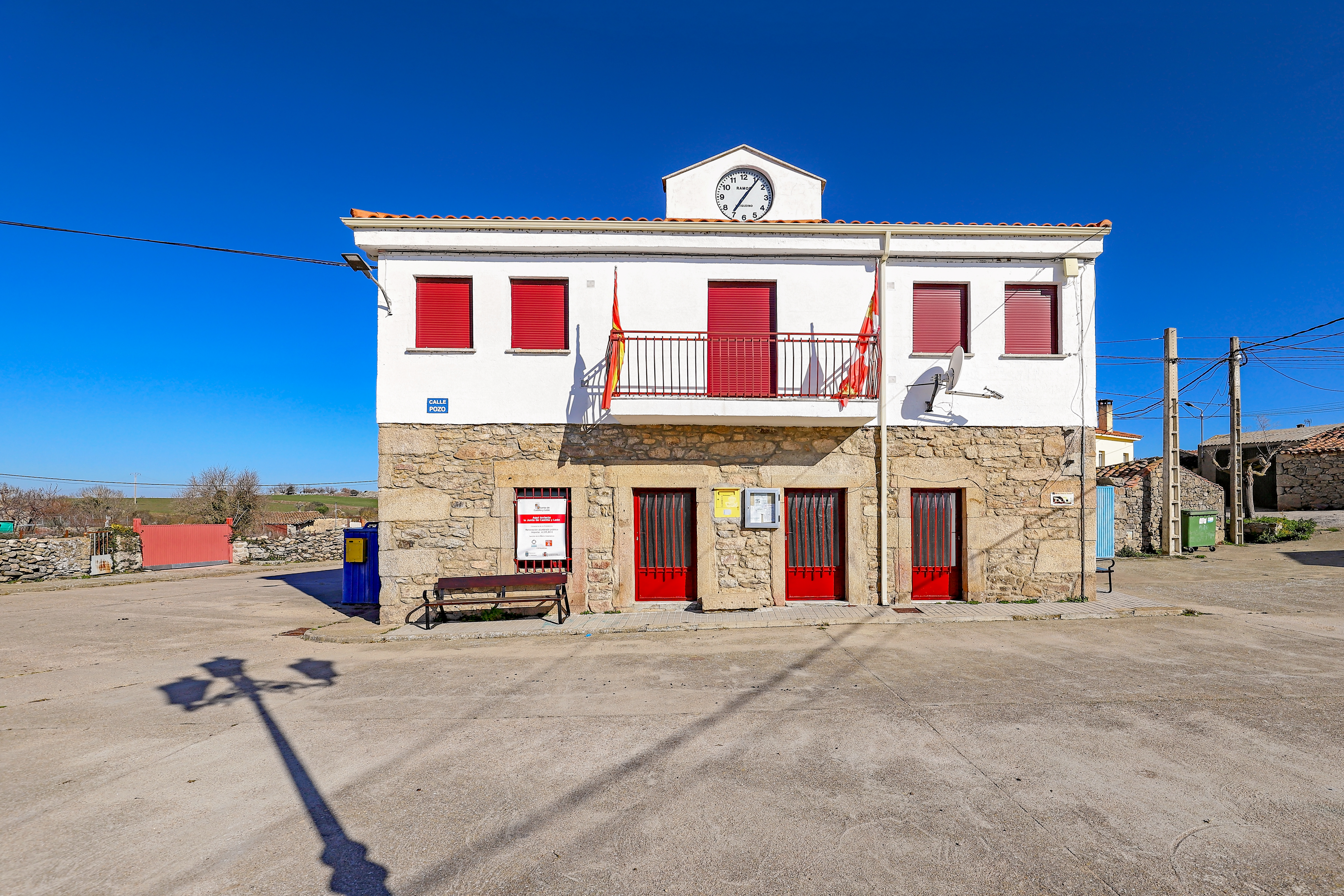
Casa consistorial

Sanchón de la Ribera cuenta con una población de 67 habitantes (INE 2024).
| Gráfica de evolución demográfica de Sanchón de la Ribera entre 1842 y 2021 |
| |
| Población de derecho según los censos de población del INE Población de hecho según los censos de población del INEEntre el censo de 1857 y el anterior, crece el término del municipio porque incorpora a 375012 (Carrasco) |

Ocupa una superficie total de 29,24 km² y según los datos demográficos recogidos en el padrón municipal elaborado por el INE en el año 2017, cuenta con una población de 84 habitantes.
Según el Instituto Nacional de Estadística, Sanchón de la Ribera tenía, a 31 de diciembre de 2018, una población total de 84 habitantes, de los cuales 44 eran hombres y 40 mujeres. Respecto al año 2000, el censo refleja 120 habitantes, de los cuales 63 eran hombres y 57 mujeres. Por lo tanto, la pérdida de población en el municipio para el periodo 2000-2018 ha sido de 36 habitantes, un 30 % de descenso.
El municipio se divide en dos núcleos de población. De los 84 habitantes que poseía el municipio en 2018, Sanchón de la Ribera contaba con 63, de los cuales 32 eran hombres y 31 mujeres, y Carrasco con 21, de los cuales 12 eran hombres y 9 mujeres.

## Patrimonio
- Iglesia parroquial de San Cristóbal[12]
- Ermita de El Humilladero

## Administración y política
| Partido político                         | 2019  | 2019  | 2019       | 2015  | 2015  | 2015       | 2011  | 2011  | 2011       | 2007  | 2007  | 2007       | 2003  | 2003  | 2003       |
| Partido político                         | %     | Votos | Concejales | %     | Votos | Concejales | %     | Votos | Concejales | %     | Votos | Concejales | %     | Votos | Concejales |
| Partido Popular (PP)                     | 69,23 | 36    | 3          | 42,67 | 32    | 2          | 75,00 | 42    | 3          | 75,64 | 59    | 5          | 77,22 | 61    | 5          |
| Partido Socialista Obrero Español (PSOE) | 25,00 | 13    | 0          | 20,00 | 15    | 1          | 23,21 | 13    | 0          | 17,95 | 14    | 0          | 22,78 | 18    | 0          |

El alcalde de Sanchón de la Ribera no recibe ningún tipo de prestación económica por su trabajo al frente del Ayuntamiento (2017).

## Referencias

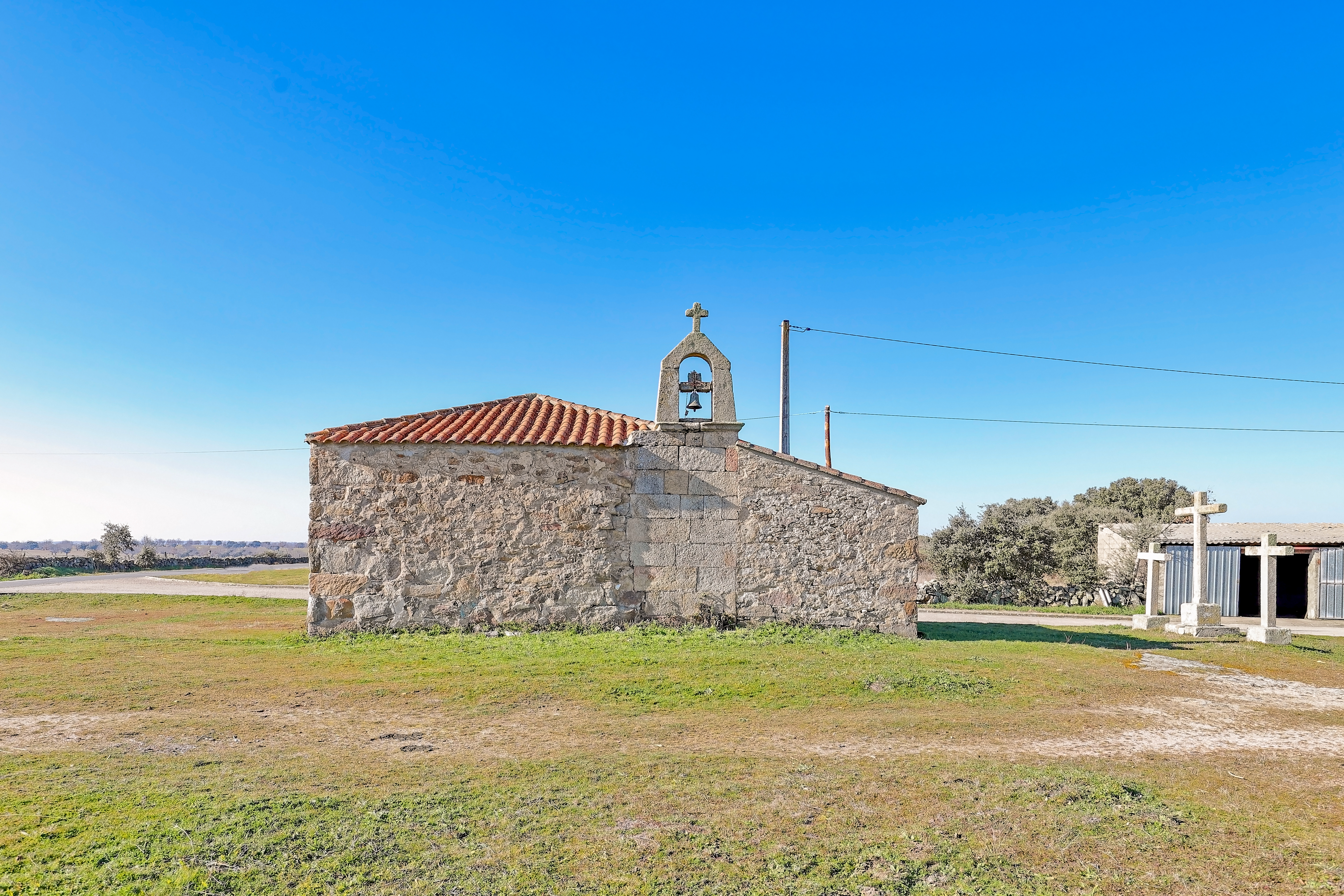
Ermita del humilladero